# Paul Guimard
Paul Guimard (ur. 3 marca 1921 w Saint-Mars-la-Jaille, zm. 2 maja 2004 w Hyères) – francuski pisarz.
Początkowo pracował jako dziennikarz. Za swój debiut literacki, powieść Les faux frères (1956), otrzymał nagrodę Grand Prix de l'Humour. W 1957 został laureatem Prix Interallie.
W latach 70. publicysta magazynu "L'Express". Na początku lat 80. był doradcą kandydata na prezydenta i następnie prezydenta François Mitterranda.
Jedna z jego powieści Les choses de la vie została w 1967 sfilmowana przez reżysera Claude'a Sauteta. W głównych rolach wystąpili Michel Piccoli i Romy Schneider.

## Twórczość
- L'ironie du sort
- Les premiers venus
- Les choses de la vie
- Les faux-frères
- Rue du Havre
- L'ironie du sort
- L'age de pierre
- Giraudoux tiens
- Le mauvais temps